# Andrew Horton
Andrew Horton –conocido como Andy Horton– (14 de abril de 1975) es un deportista estadounidense que compitió en vela en la clase Star. Ganó una medalla de bronce en el Campeonato Europeo de Star de 2006.

## Palmarés internacional
| \| Campeonato Europeo[n 1] \| Campeonato Europeo[n 1] \| Campeonato Europeo[n 1] \| Campeonato Europeo[n 1] \| \| Año \| Lugar \| Medalla \| Clase \| \| ----------------------- \| ----------------------- \| ----------------------- \| ----------------------- \| \| 2006 \| Viareggio (Italia) \| Medalla de bronce \| Star \| |                    |                   |       |
| Campeonato Europeo |                    |                   |       |
| Año | Lugar              | Medalla           | Clase |
| 2006 | Viareggio (Italia) | Medalla de bronce | Star  |

1. ↑  En algunas ediciones del Campeonato Europeo se permitió la participación de regatistas de otros continentes.